# Kaimar Saag
Kaimar Saag (født 5. august 1988 i Viljandi) er en professionel fodboldspiller fra Estland. Han har siden juli 2012 til juni 2014 spillet i Vejle Boldklub, men er nu kontraktløs.
Kaimar Saag er angriber og spiller også for det estiske landshold.

## Klubkarrier

### Estland
Saag startede sin professionelle karrie i FC Levadia Tallinn. Han var i 2007 udlånt til JK Tallinna Kalev.

### Silkeborg IF
Den 25. januar 2008 underskrev han en 4-årig kontrakt med Silkeborg IF. Syv dage efter debuterede han i en kamp mod AGF. Hans første mål for Silkeborg IF scorede han i i en 2–1 sejre over FC Fredericia den 6. april 2008.
I sæsonen 2010/11 blev han delt topscorer i SIF med 7 mål.

### Vejle Boldklub
Den 1. maj 2012 skrev Saag en toårig kontrakt med Vejle Boldklub . Saag fik en god start i Vejle Boldklub, hvor han i en af sine første kampe scorede hattrick mod Skive IK .
Siden var esteren hårdt ramt af skader, hvilket har satte ham på sidelinjen det meste af sæsonen 2012/2013.
Den 30. juni 2014 meddelte Vejle Boldklub at Saag ikke vil få forlænget sin kontrakt ved udløb, da klubben ønskede at erstatte ham med en billigere spiller.